# Take My Breath Away (Emma Bunton)
Take My Breath Away è un singolo della cantautrice britannica Emma Bunton, pubblicato il 27 agosto 2001 come secondo estratto dal primo album in studio A Girl like Me.

## Descrizione
Il brano, inciso nel 2000, è stato scritto dalla stessa cantautrice insieme a Steve Mac e Wayne Ector. Il brano è una ballata ritmata e il singolo al quale dà il nome contiene, oltre ad alcuni remix della stessa, anche altri due brani: Close Encounter e Invincible.

## Successo commerciale
Il singolo ha debuttato nella classifica dei singoli inglese alla posizione numero cinque, il miglior piazzamento ottenuto dal singolo in quella classifica. Nella classifica U.S. Hot Dance Club Play ha invece raggiunto la sesta posizione.

## Video musicale
Il videoclip è stato girato in Sardegna nell'estate del 2001. La location è il villaggio turistico di Calarossa vicino a Trinità D'Agultu (SS).

## Tracce
UK CD single
1. Take My Breath Away (Single Mix) – 3:38
2. Close Encounter – 3:32
3. Take My Breath Away (Tin Tin Out Mix) – 3:36

European CD single
1. Take My Breath Away (Single Mix) – 3:38
2. Close Encounter – 3:32

UK DVD single
1. Emma Introduces Her New Video – 0:30
2. Take My Breath Away (Single Mix Video) – 3:37
3. Emma Introduces the Song "Invincible – 0:30
4. Invincible (audio with photo gallery) – 3:01
5. Emma Introduces the Tin Tin Out Mix – 3:36
6. Take My Breath Away (Tin Tin Out Mix) – 3:37
7. Emma Bunton Goodbye Message – 0:30

UK promo CD single
1. Take My Breath Away (Single Mix) – 3:38
2. Invincible – 3:58

## Classifiche
| Classifica (2001)            | Posizione raggiunta |
| ---------------------------- | ------------------- |
| Classifica australiana       | 48                  |
| [Classifica belga (Flanders) | 8                   |
| Classifica belga (Wallonia)  | 7                   |
| Classifica irlandese         | 26                  |
| Classifica italiana          | 16                  |
| Classifica svizzera          | 89                  |
| Classifica britannica        | 5                   |